# ستوبا غودالسا
ستوبا غودالسا في مدينة يوجو. هي ستوبا من عهد سلالة غوريو الكورية (918 ~ 1392) والتي بنيت ضمن معبد غودالسا، وهو معبد بوذي أسس في سنة 764 في عهد سلالة شلا الموحدة أثناء حكم الملك غيونغدوك. قاعدة الستوبا مثمنة الشكل وما زالت تحتفظ بحالتها الأصلية مع أنه يفتقد الكمال. القاعدة مكونة من ثلاث طبقات، الوسطى منها مزينة بمجموعة من المنحوتات. عينت الباغودا كنزاً وطنياً رابعاً لكوريا الجنوبية في 20 ديسمبر 1962.

## وصلات خارجية
- Stupa at Godalsa Temple Site, Yeoju.